# Drechsler

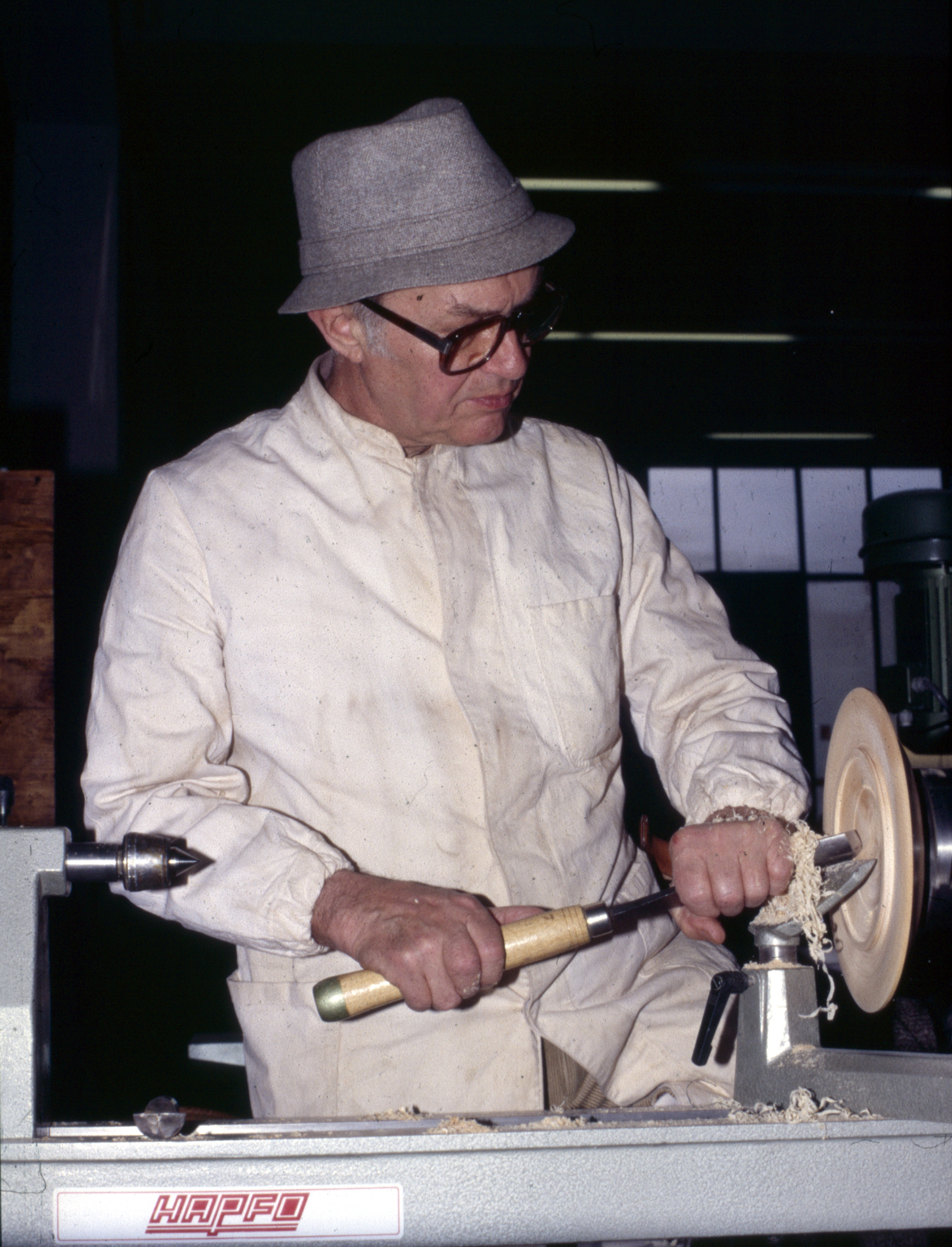
Drechsler beim Drehen eines Tellers in Deutschland an einer Holzdrehbank, 1988

Der Drechsler ist ein Handwerker oder Industriearbeiter, der den Beruf des Drechslers erlernt hat. Er verarbeitet vorrangig Holz, aber auch Horn, Elfenbein, Bernstein, Alabaster und Serpentin sowie Acrylglas und andere Kunststoffe. Die Berufsbezeichnung in Deutschland lautet Drechsler (Elfenbeinschnitzer) und Holzspielzeugmacher.

## Berufsbild
Die Tätigkeit wird im Drechslerhandwerk Drehen genannt. Die wichtigste Maschine ist die Drehbank und die wichtigsten Handwerkzeuge die Dreheisen.
Arbeiten
Der Drechsler stellt gedrehte Einzelelemente (zum Beispiel Treppenstäbe, Schalen, Dosen) sowie komplexe Artikel her (so beispielsweise Treppengeländer, Tische, Schemel, Garderobenständer), die sich aus vielen Einzelteilen zusammensetzen können. Er nutzt dabei einfachste Technik und Handwerkzeuge bis hin zu computergesteuerten Vollautomaten.
Spezialisierung
Im Beruf des Drechslers gibt es verschiedene seltene Fachrichtungen, wie zum Beispiel:
- Spulenmacher (historisch Spillenmacher) stellte Spinnräder und Geräte für das Garn- und Weberhandwerk her.
- Reifendreher
- Stuhlmacher (Kinderwiegen, Kinder- und Schaukelstühle)
- Bernsteindrechsler (Paternostermacher)
- Horndrechsler
- Elfenbeindrechsler

Im Normalfall wird jedoch Holz verarbeitet. Dem Drechslerberuf zugeordnet wird der Holzspielzeugmacher.
Berufsorganisation
Viele Drechslereien sind in Innungen organisiert. Diese kann es je nach Anzahl der Betriebe für eine Stadt, für eine Region oder auch für ein Bundesland geben. Bundesweit sind Drechslereien im Verband des Deutschen Drechsler- und Holzspielzeugmacherhandwerks organisiert. Die heutigen Betriebe weisen äußerst unterschiedliche Produktionsspektren auf und reichen vom Einmann-Betrieb, in dem nur mit der Hand gedreht wird bis zur industriellen Drechslerei, in der ausschließlich vollautomatisch produziert wird.
Wirtschaftliches
Das Drechslerhandwerk ist ein Nischenberuf. Die Einkommen aus diesen Tätigkeiten sind sehr schwankend.
Der Tarifvertrag ist seit 2013 für Drechsler in Industriebetrieben allgemeinverbindlich.

## Ausbildung

### Deutschland
In Deutschland ist der Drechslerberuf ein Ausbildungsberuf im Handwerk mit einer dreijährigen Ausbildung. In Berufsfachschulen wird eine dreijährige Ausbildung nach einer Aufnahmeprüfung in Vollzeit angeboten.  Eine Weiterbildung zum Drechslermeister (Meisterpflicht) ist möglich, aber seit der Novellierung der Deutschen Handwerksordnung nicht mehr zwingend erforderlich. Die auf den Drechslerberuf spezialisierten Berufsschulen befinden sich in Bad Kissingen, in Seiffen/Erzgeb. und Michelstadt.
Das Drechslerhandwerk wurde im Zuge der Reform von 2003 in die Anlage B1 der Handwerksordnung verlegt und ist seitdem ein zulassungsfreies Handwerk.
Mit der Vierten Gesetz zur Änderung der Handwerksordnung und anderer handwerklicher Vorschriften wurde das Drechsler (Elfenbeinschnitzer) und Holzspielzeugmacher-Handwerk wieder in die Anlage A der Handwerksordnung überführt. Somit ist zur Ausführung des Handwerks seit 2020 wieder eine Meisterprüfung obligatorisch.

### Österreich
Die dreijährige Berufsausbildung erfolgt ebenfalls im dualen System an Berufsschulen und bei einschlägigen Lehrbetrieben des Drechslergewerbes. Voraussetzung für den Beginn der Lehre ist das Absolvieren der neun Pflichtschuljahre. Die meisten Lehrlinge besitzen aber einen Abschluss der Hauptschule oder der Polytechnischen Schule.
In Österreich dauert die Lehre drei Jahre und wird mit der Lehrabschlussprüfung abgeschlossen. Diese gliedert sich in einen theoretischen und einen praktischen Teil. Absolventen haben die Möglichkeit, die Meisterprüfung abzulegen. Diese ermöglicht den sofortigen Zugang zum reglementierten Handwerk der Drechsler, ist aber nicht zwingend vorgeschrieben.

### Schweiz
Der Beruf Drechsler ist in der Schweiz in den Beruf Holzhandwerker aufgegangen.

## Galerie

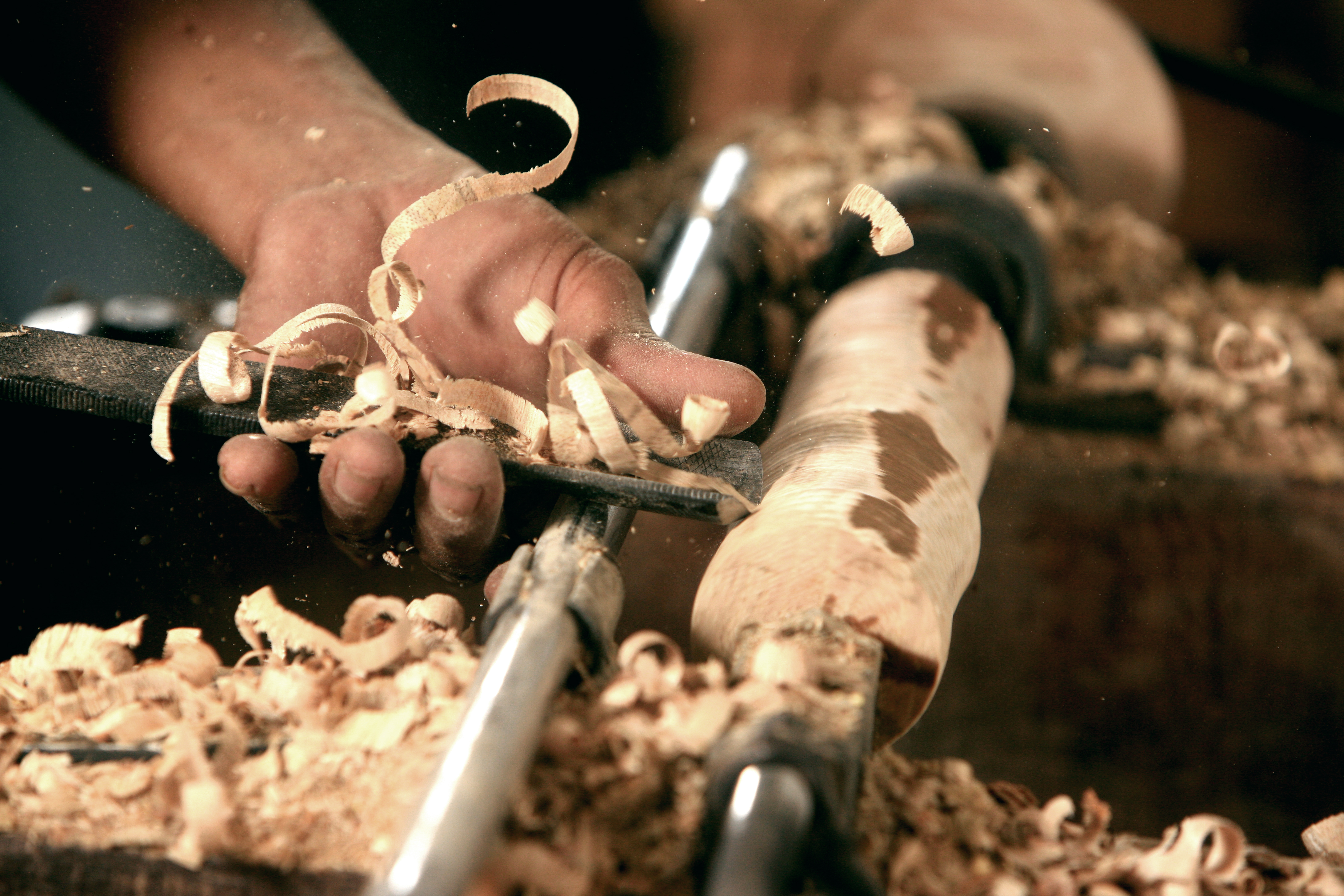
Drechsler in Indonesien
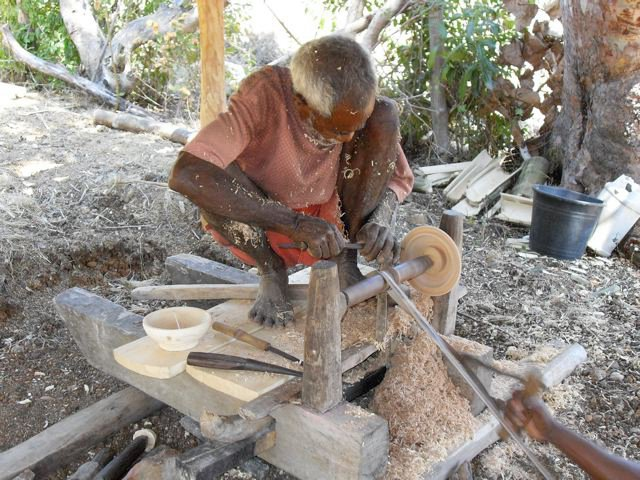
Drechsler in Osttimor
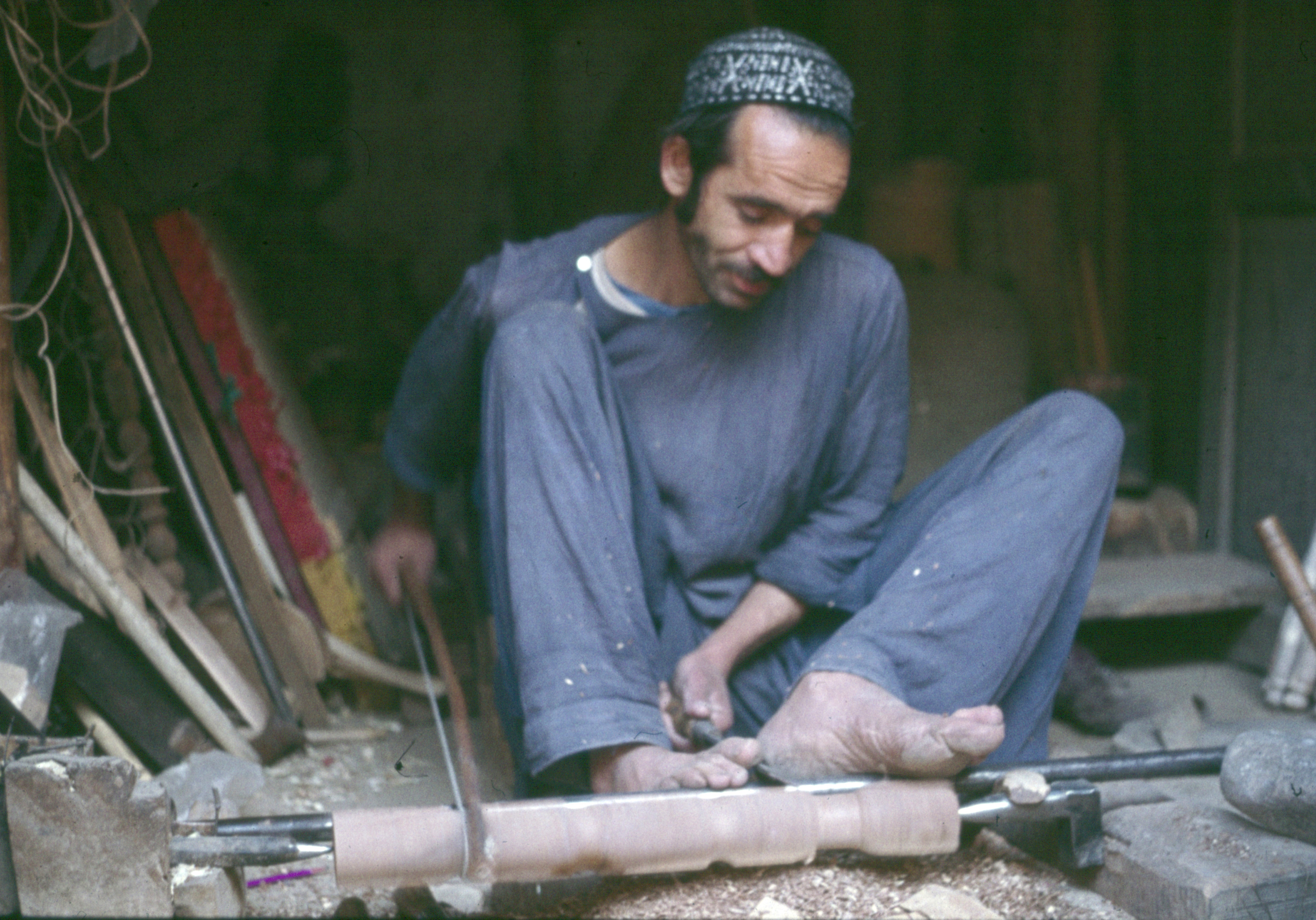
Drechsler in Kabul an der Fitzelbank
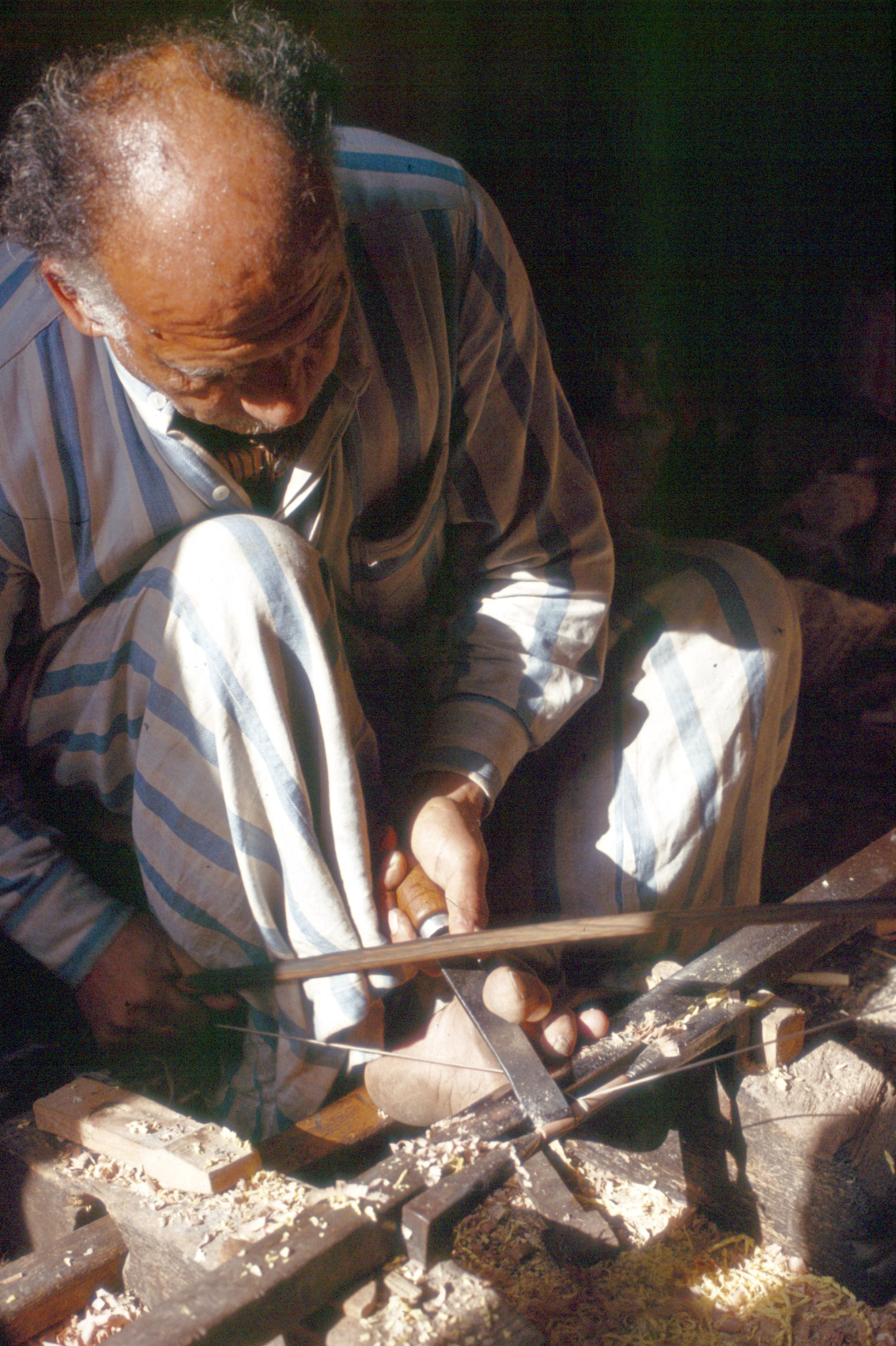
Drechsler in Kairo an der Fitzelbank
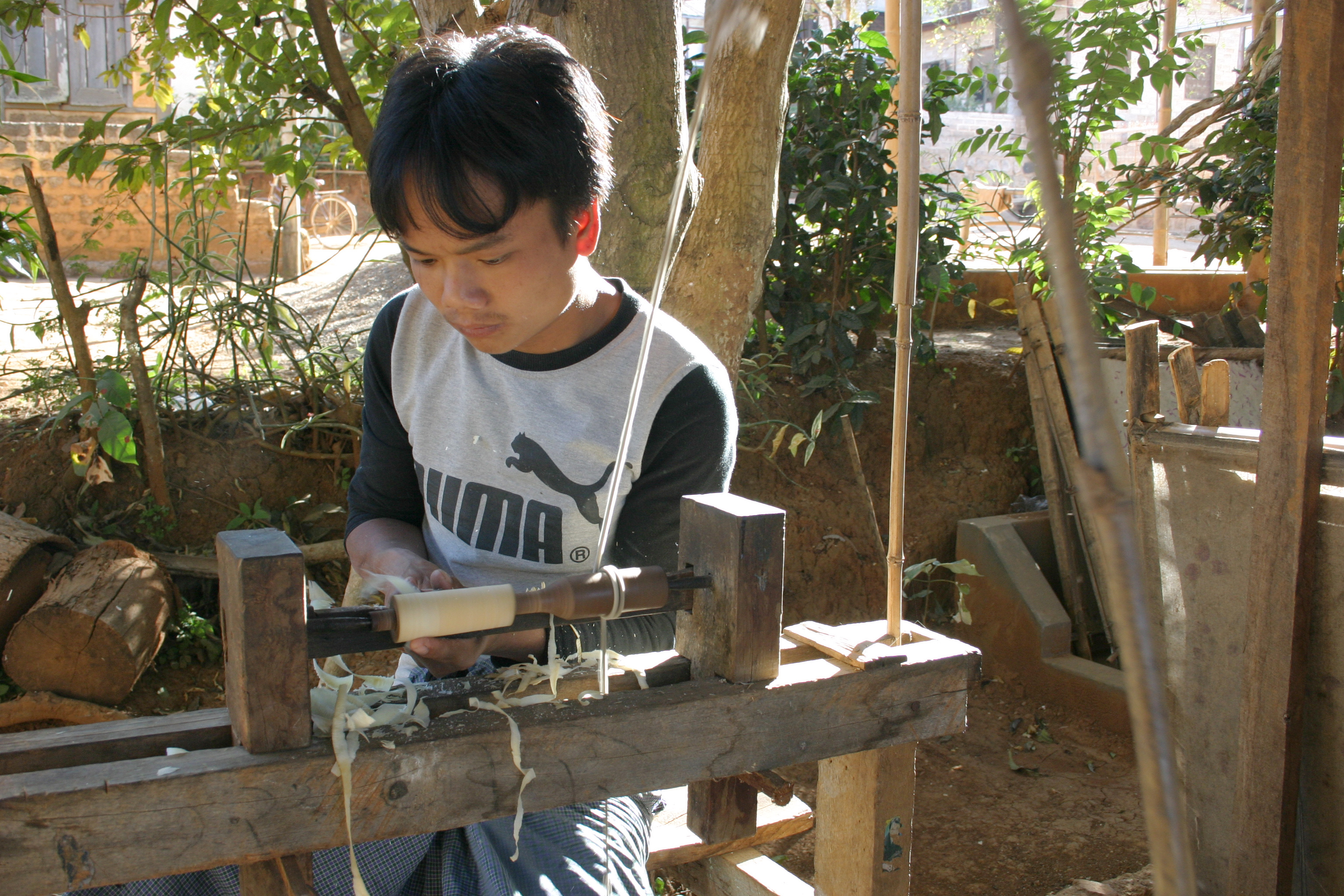
Drechsler in Pindaya/Myanmar an der Wippdrehbank
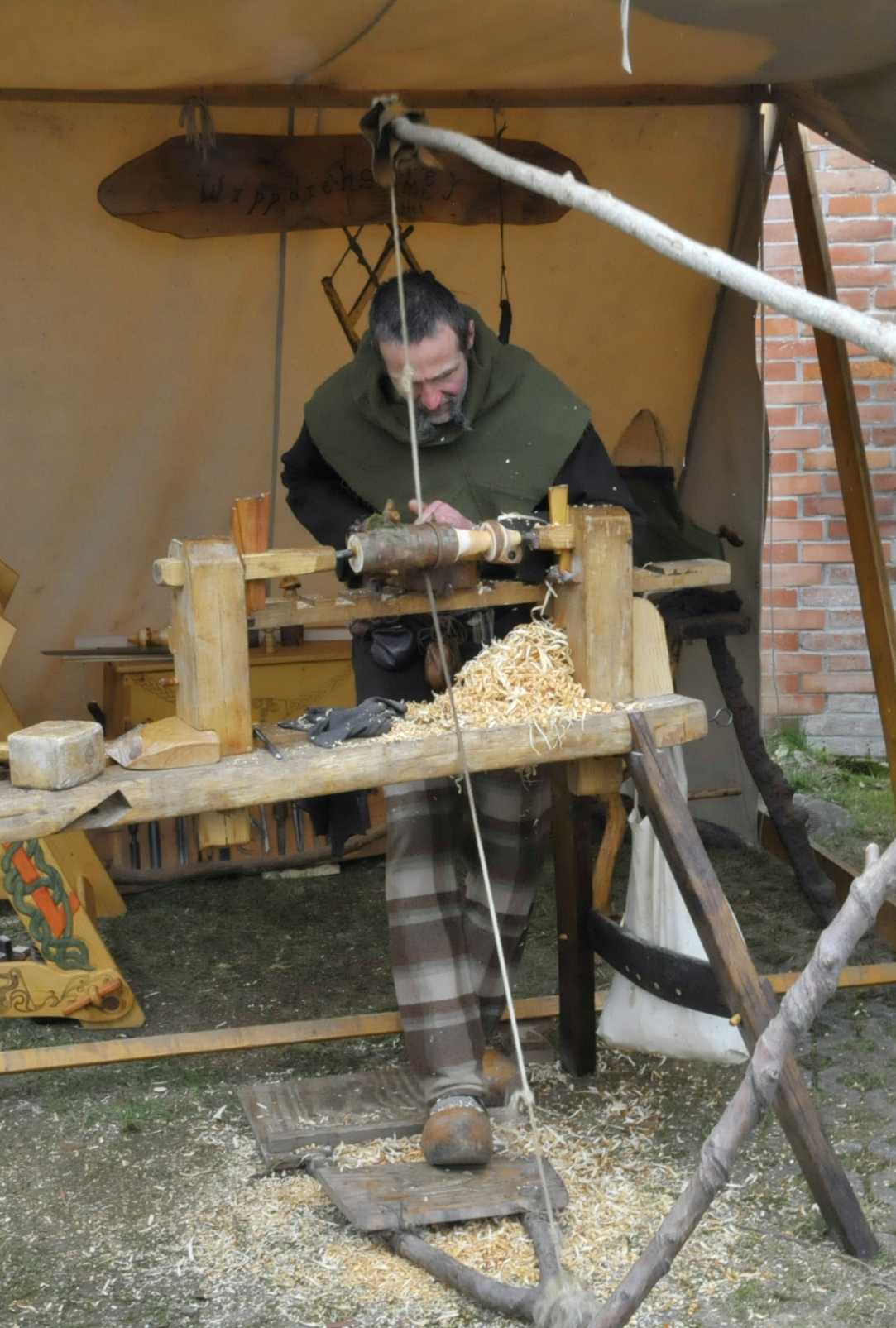
Drechsler an einer Wippdrehbank auf einem Mittelaltermarkt
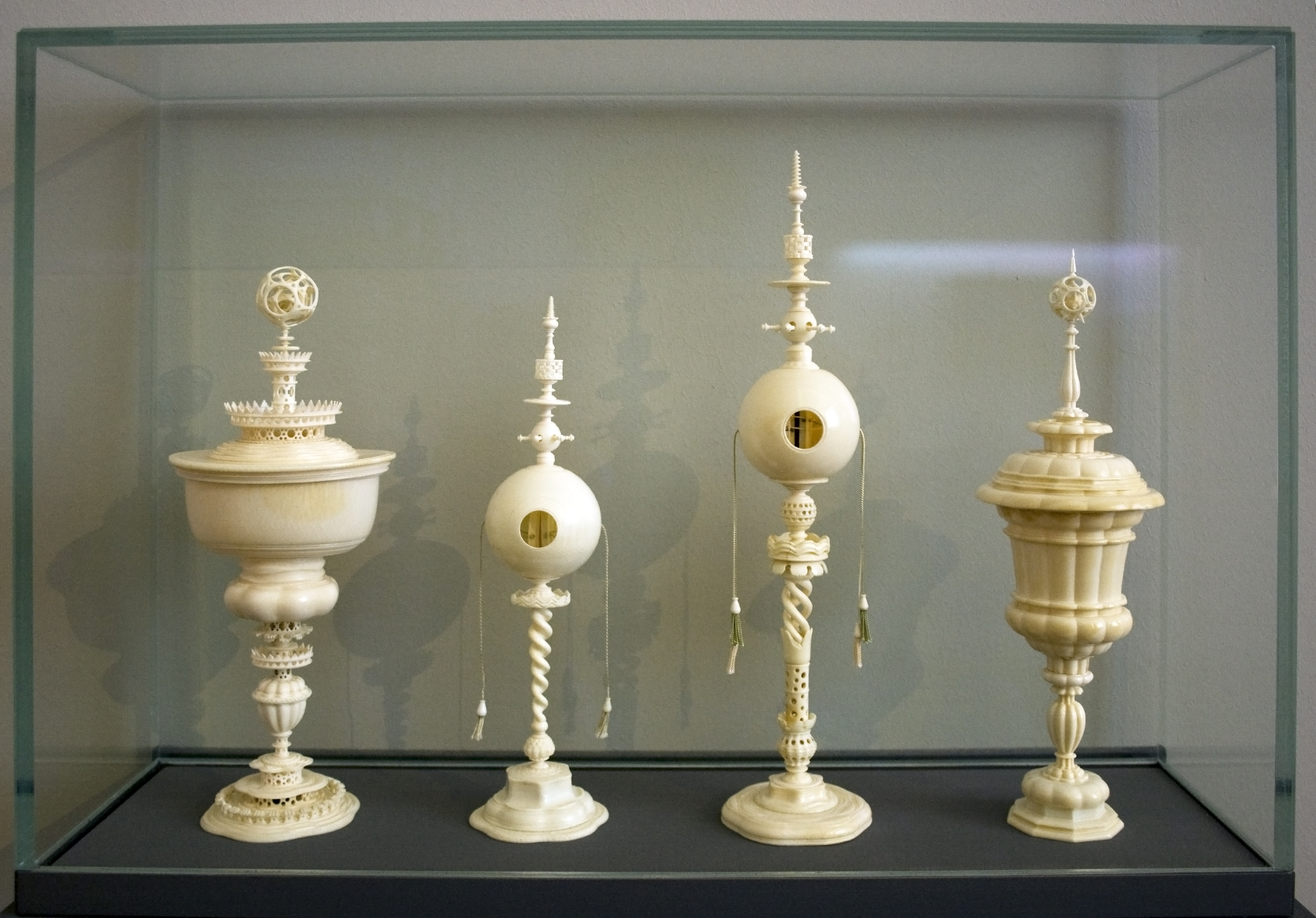
Gedrechselte Objekte: zwei Contrefait-Objekte zwischen zwei Pokalen, Deutschland, 17. Jahrhundert
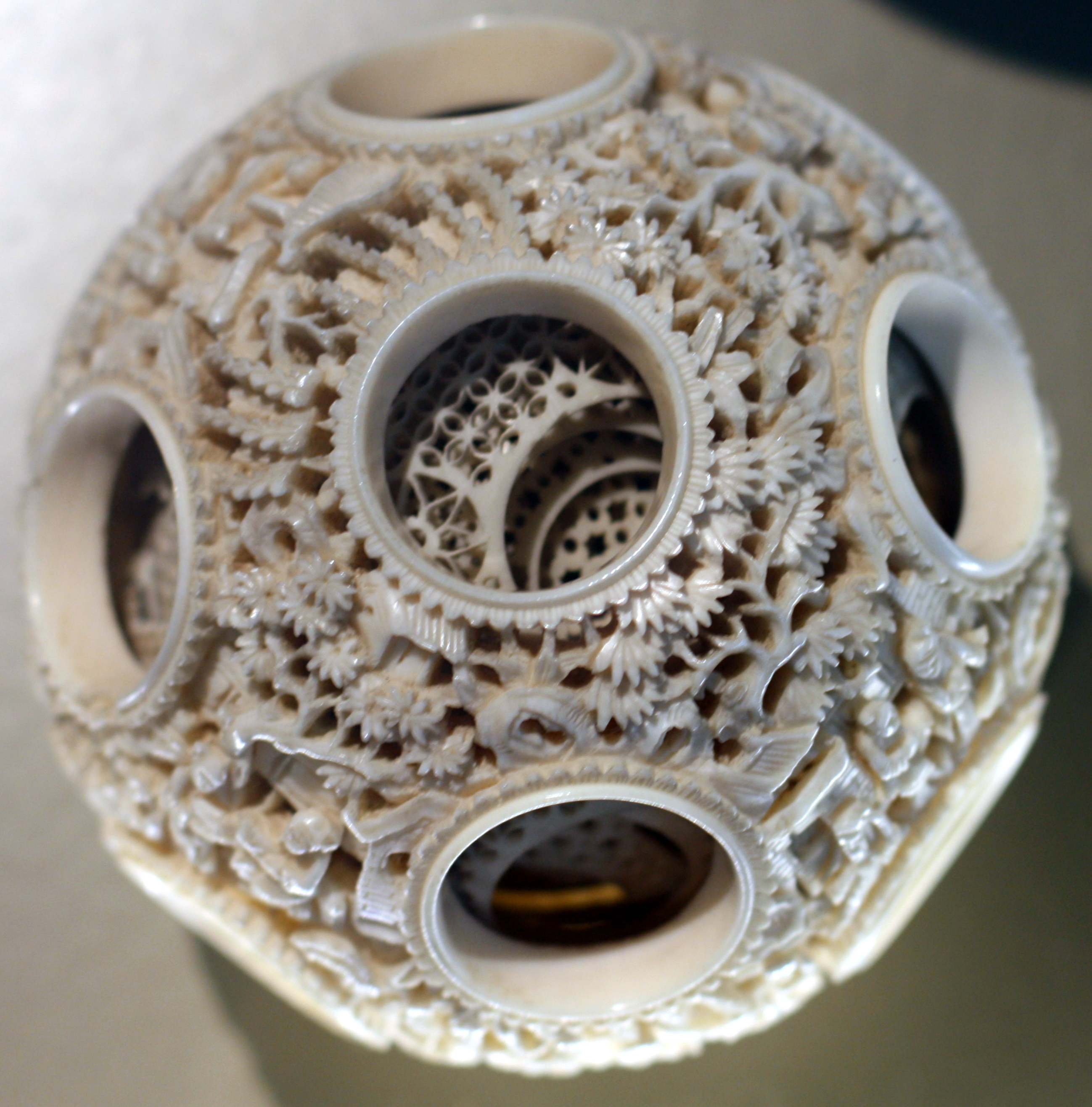
Eine gedrechselte Wunderkugel im Überseemuseum Bremen
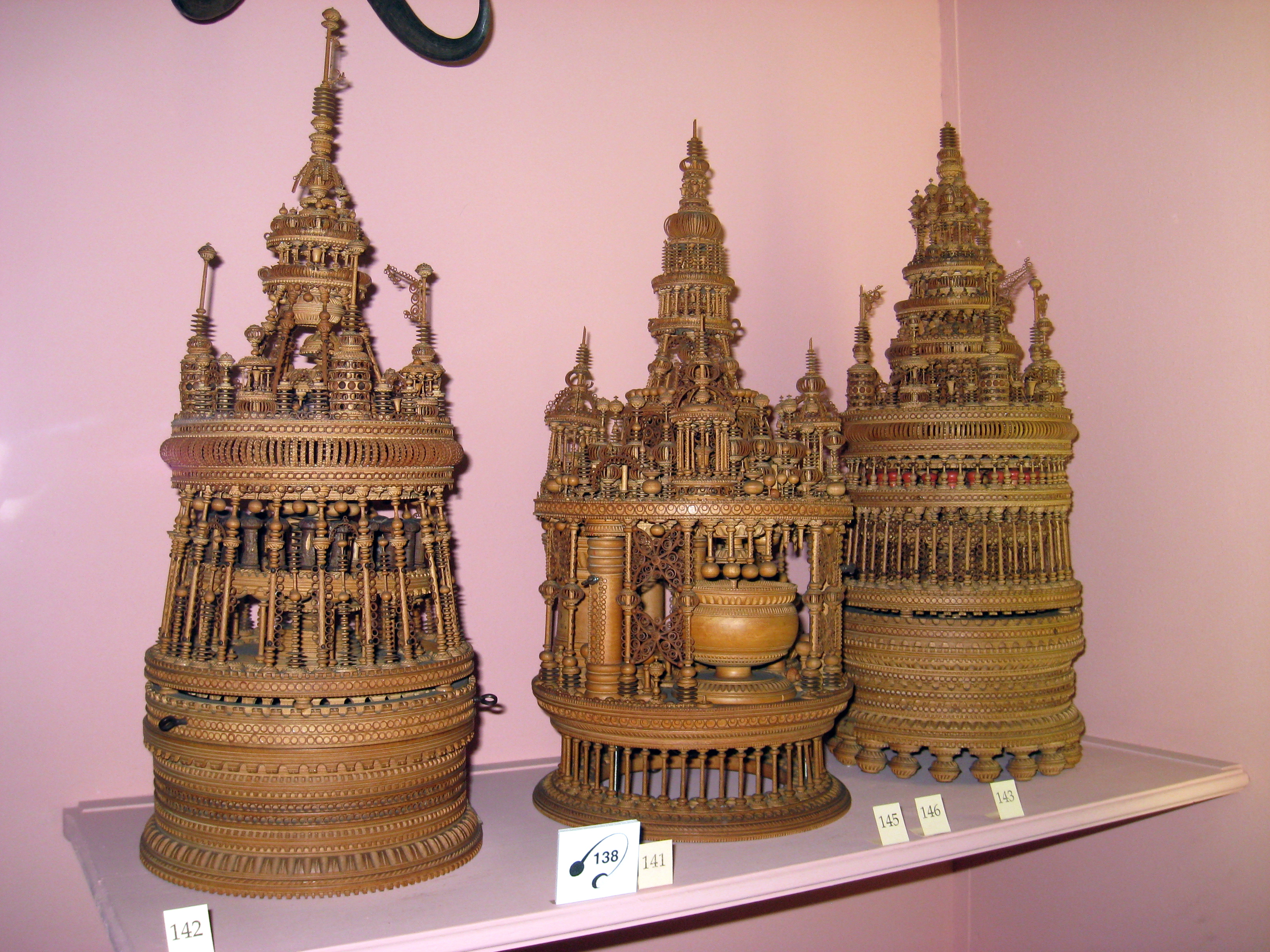
Kunstdrechselarbeiten aus Holz im Schloss Ambras
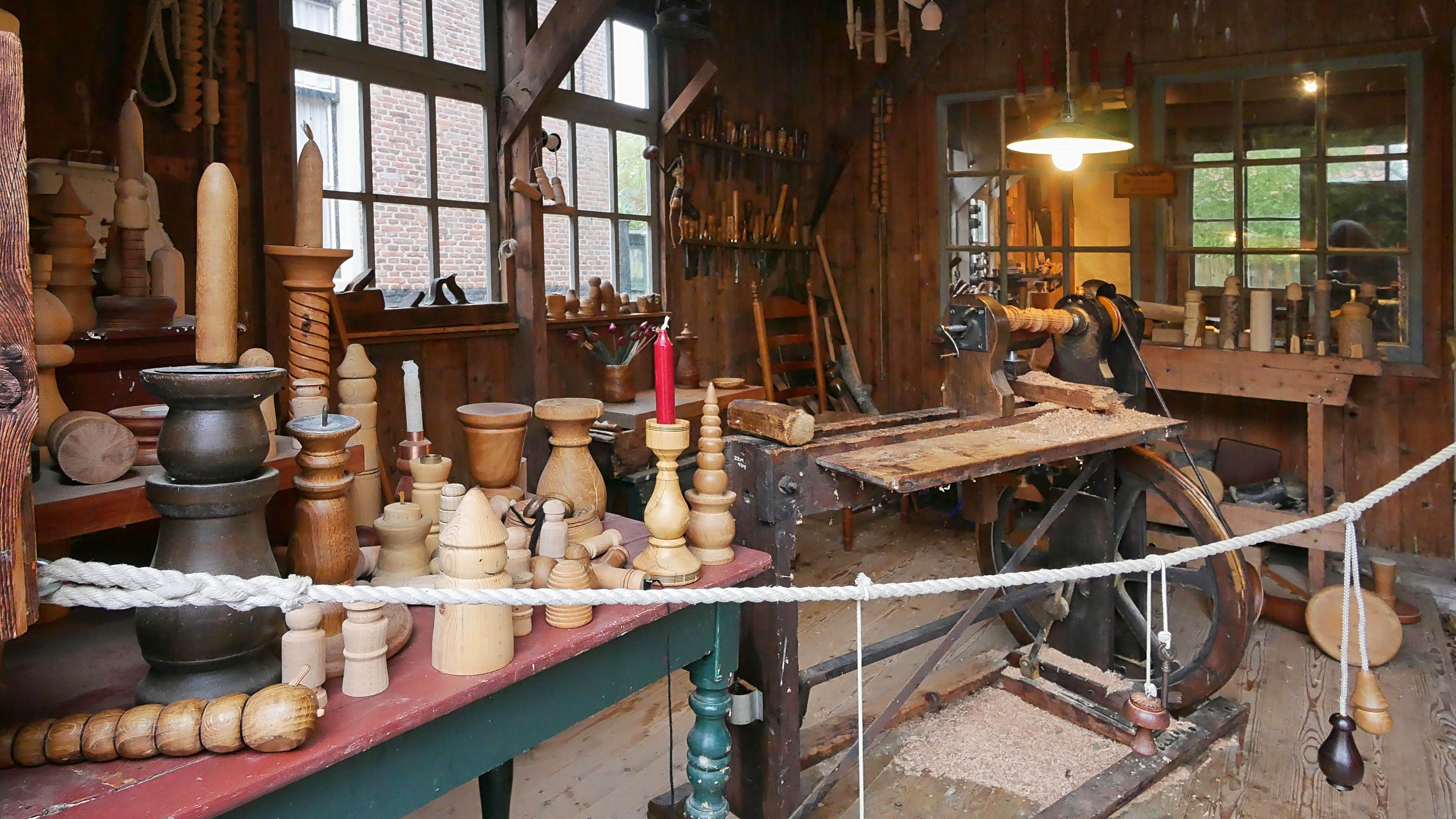
Drechlerwerkstatt im Zuiderzeemuseum

## Geschichte

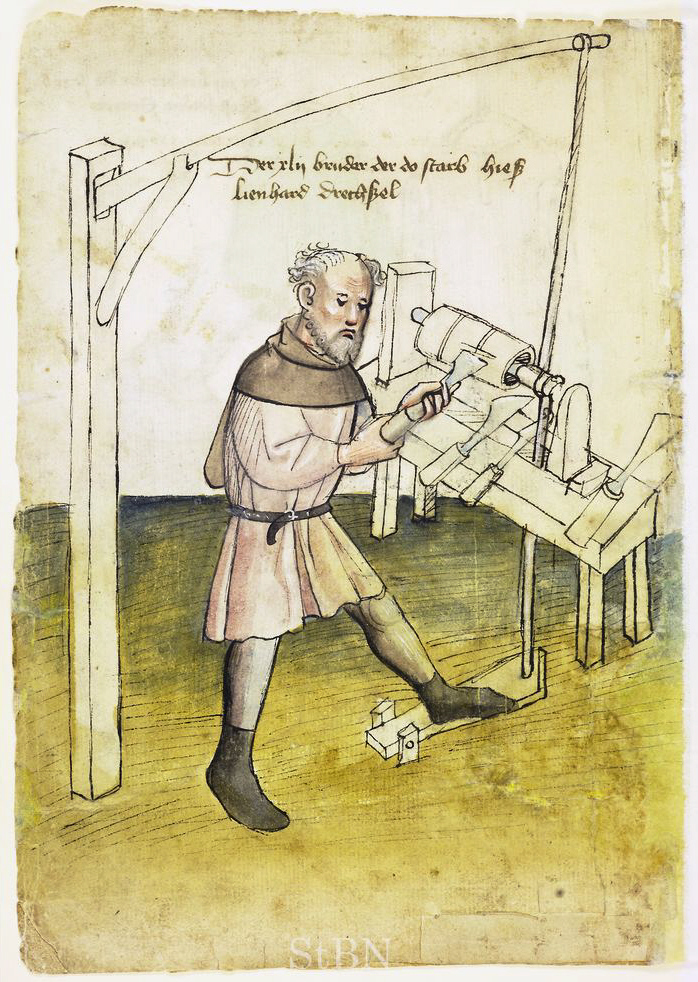
Drechsler, Darstellung (um 1425) aus dem Hausbuch der Mendelschen Zwölfbrüderstiftung, Band 1, Nürnberg

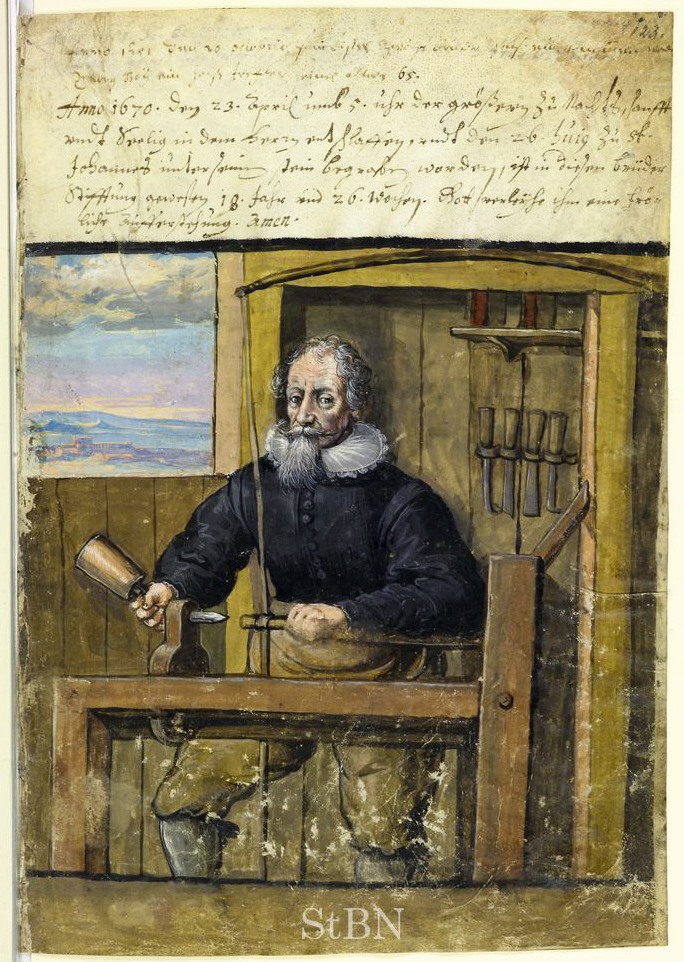
Drechsler, Darstellung (um 1651) aus dem Hausbuch der Landauerschen Zwölfbrüderstiftung, Band 1, Nürnberg

Das Drechslerhandwerk ist nachweislich eines der ältesten Gewerke der Erde. Die erste Drechselbank entstand aus dem ersten mechanisierten Gerät der Menschheit – dem Fiedelbohrer. Lediglich die Drehachse wurde aus der senkrechten in die horizontale Ebene verlagert. Gedrehte Gegenstände wurden bereits vor mindestens 3500 Jahren gefertigt.
Der älteste nachweisliche Fund stammt aus dem frühen 7. Jahrhundert v. Chr. aus Corneto in Italien. Die Etrusker hatten zu der Zeit bereits eine große Fertigkeit im Drehen von Schalen, Möbelfüßen und Tellern aus verschiedenen Materialien entwickelt. Über die Kelten wurde schließlich das Handwerk aus dem Mittelmeerraum in nördliche Gebiete exportiert, und so lässt es sich im 3. Jahrhundert v. Chr. im Raum Deutschland nachweisen. Trotz der primitiven Fitzelbank-Technik waren dünnwandige Gefäße, raffinierte Dosen, wohlgestaltete Füße und Säulen, Spiegelgriffe, Flaschen, Teller usw. im Angebot der damaligen Drechslerschaft. Nicht nur Holz wurde verarbeitet, sondern auch Elfenbein, Bein, Bernstein, Bronze, Sandstein, Kalkstein, Schiefer, Marmor, Alabaster und viele mehr.
Erst im 13. Jahrhundert erschien eine neue Form der Drehbank. Bei der Technik der Wippdrehbank war zwar immer noch die Drehrichtungsänderung vorhanden, aber nun standen beide Hände für das Halten des Werkzeuges zur Verfügung.
In der Epoche der Renaissance hörte das Drechslerhandwerk auf, ein Eigenleben zu führen und trat in Wechselbeziehung mit der Schreinerei und Schnitzerei. Jedoch erst im französischen Barock erlangten Handwerk und Kunst eine Blütezeit. In Deutschland war Nürnberg Mittelpunkt dieses Handwerks, und Nürnberger Drechsler waren es, die das Handwerk hoffähig machten. So gab es unter den damaligen Fürsten, Zaren, Päpsten, Königen und Kaisern auch sehr gute Drechsler. Das Ovaldrehen und Passigdrehen entstand und auch gewundene Säulen (Wund) hielten Einzug in die Stuben.
Durch die gekröpfte Welle von Leonardo da Vinci wurde endlich die einförmige Drehbewegung möglich. Figuren- und Vieleckdrehbänke entstanden.
Mitte des 18. Jahrhunderts wurde das Drechslerhandwerk stark in den Hintergrund gedrängt. Mit den bescheidenen Aufgaben konnten die Fähigkeiten der damaligen Drechsler lange nicht gefordert werden. So gerieten viele Techniken, die den höchsten Stand der Kunstfertigkeit darstellten, in Vergessenheit. Durch unzweckmäßige und überspitzte Kuriositäten von sogenannten Kunst-Drechslern wandte sich lange Zeit das gebildete Publikum vom Drechslerhandwerk ab und erst in den 1970er Jahren konnte es eine Renaissance erleben, welche bis zur Deutschen Wiedervereinigung anhielt. Trotz der nachfolgenden starken Ausdünnung der Drechslerbetriebe hat sich bis heute das Drehen mit der Hand erhalten und stellt nach wie vor eine wichtige Ergänzung in der Holzbearbeitung dar.
Im Jahr 2018 wurde das Drechslerhandwerk in das Bundesweite Verzeichnis Immaterielles Kulturerbe aufgenommen.

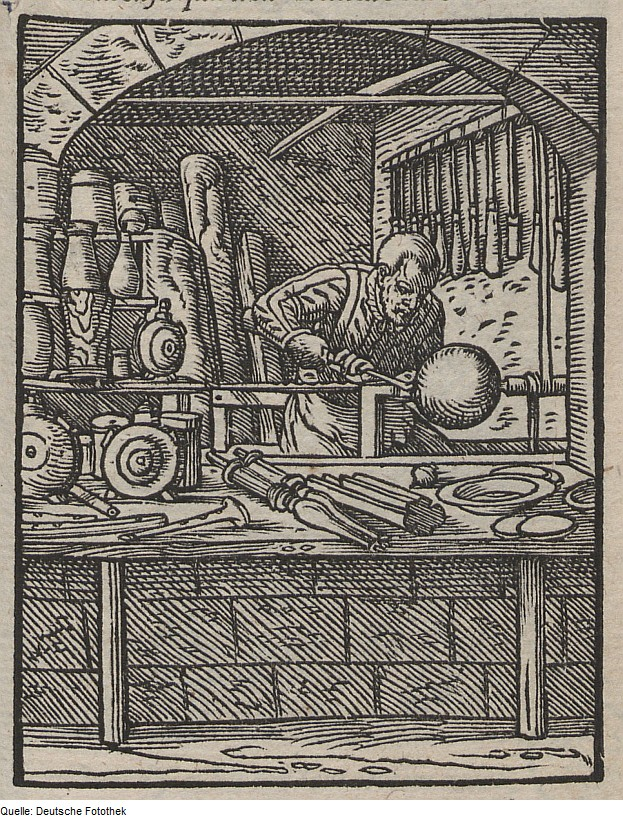
Drechsler, Darstellung (1568) aus einem Nürnberger Ständebuch
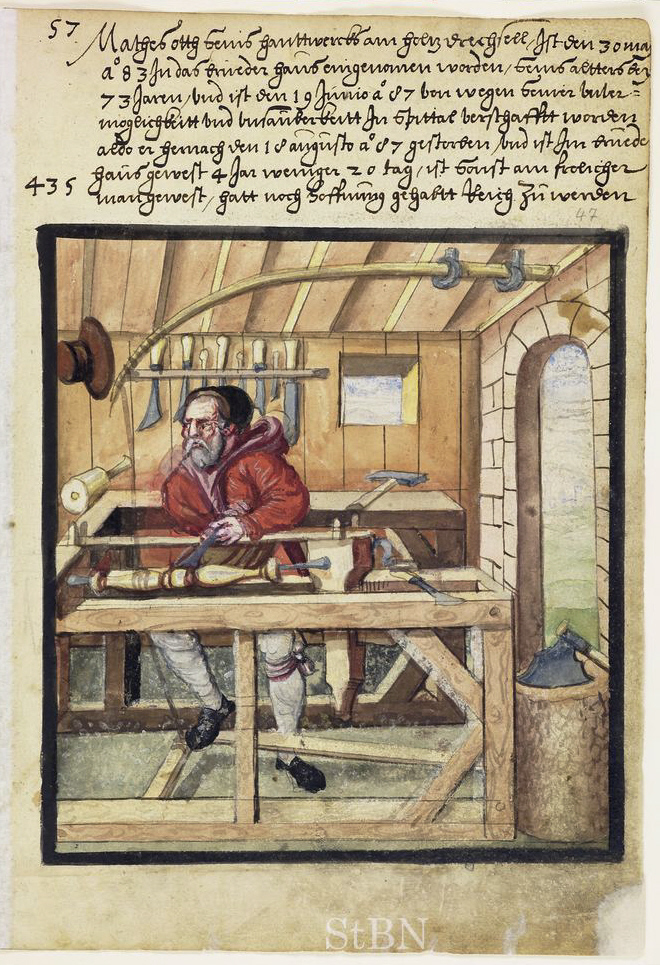
Drechsler, Darstellung (um 1587) aus dem Hausbuch der Mendelschen Zwölfbrüderstiftung, Band 2, Nürnberg
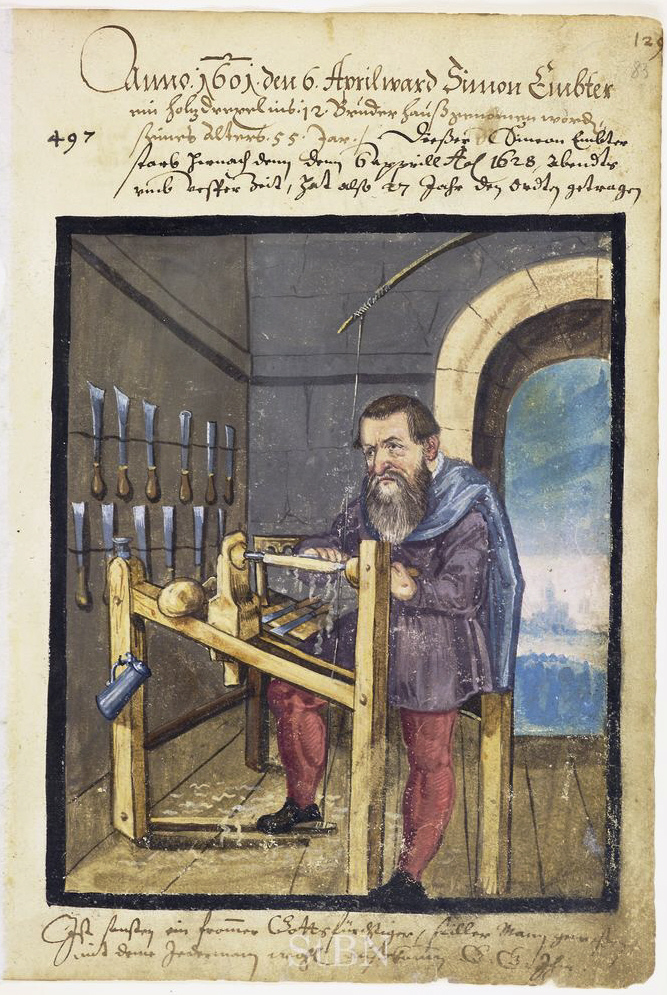
Drechsler, Darstellung (um 1601) aus dem Hausbuch der Mendelschen Zwölfbrüderstiftung, Band 2, Nürnberg
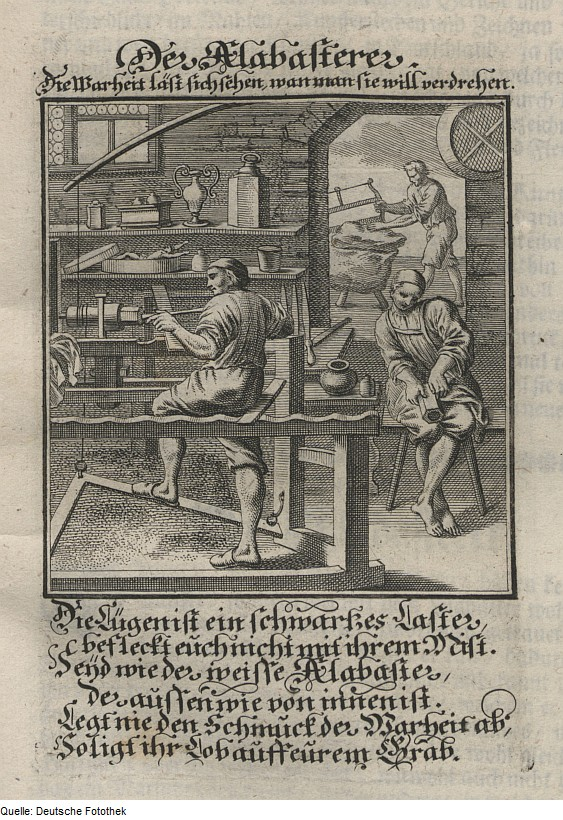
Alabasterdrechsler, Darstellung (1698) aus einem Nürnberger Ständebuch